# Cherbourg
Cherbourg er en by i Frankrig. Den ligger i kommunen Cherbourg-en-Cotentin (fra 2016) i departementet Manche i Normandie-regionen, ved den Engelske Kanal.
Cherbourg har 35-40.000 indbyggere, kommunen 79.000.
Grundet sin geografiske placering har Cherbourg historisk set haft en vigtig position, ikke mindst i de fransk-engelske relationer.
Udover dette var det også her det verdensberømte skib Titanic gjorde sit første stop efter sin afgangsby Southampton i England. Nu er der en udstilling i gang i skibsværftets lokaler med genstande, film og animationer fra selve skibet.

## Flådeby
Havnen i Cherbourg var en af de vigtigste militære havne under Napoleon I og har været basehavn for en del af den franske flåde siden da.
Cherbourg er den dag i dag flådebase og hjemmehavn for en flotille patruljebåde, slæbebåde og en dykkerenhed til minerydning med dennes støtteskib Vulcain (M611).